# Oberschleißheim
Oberschleißheim este o comună din districtul München, regiunea administrativă Bavaria Superioară, landul Bavaria, Germania. 
Este situată la 3 km nord de München. La 31 decembrie 2011 avea o populație de 12.508 locuitori. 

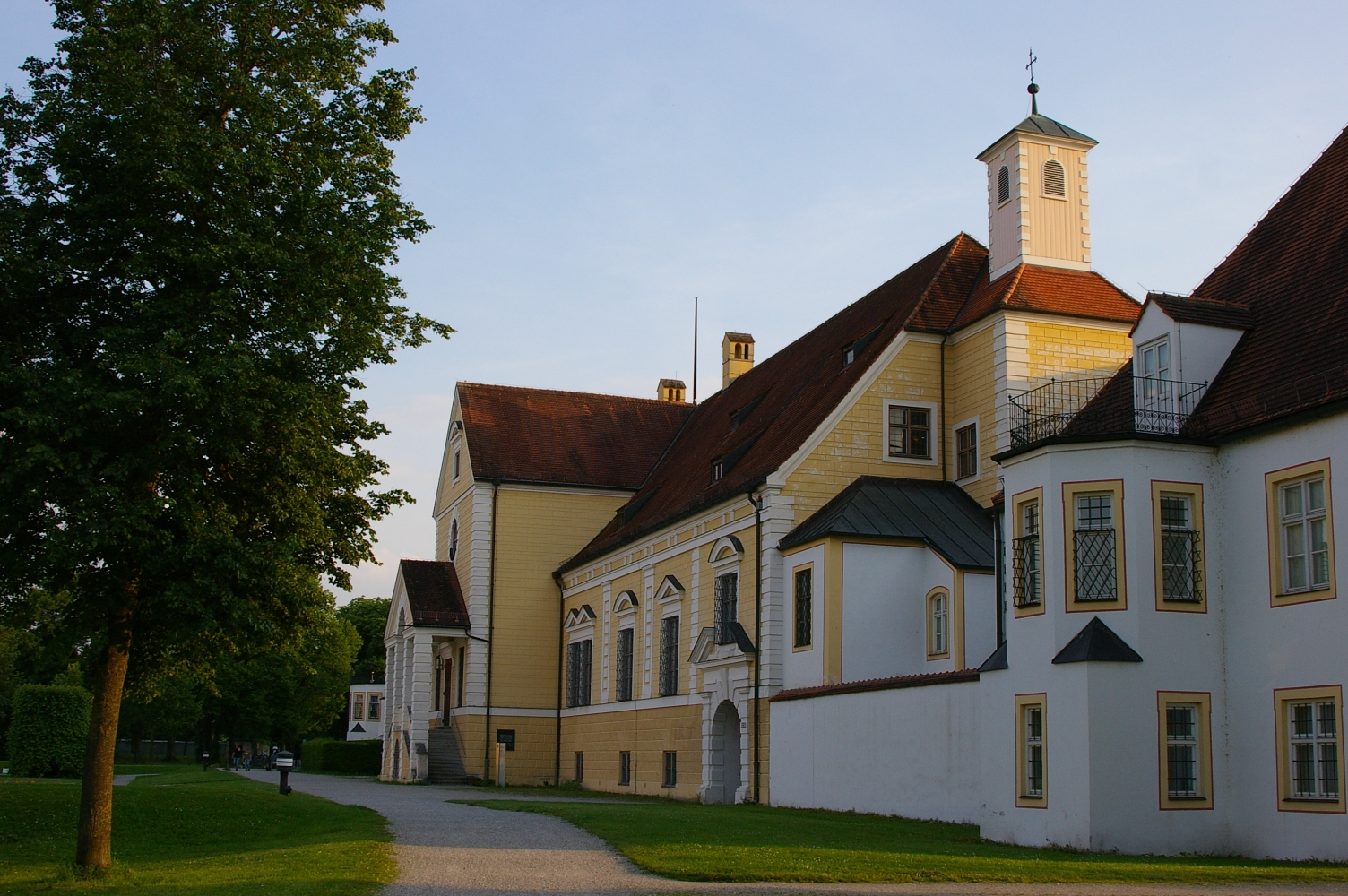
Schleißheim
("Altes Schloss" - "Castelul Vechi")

## Economie și repere turistice
Oberschleißheim este cunoscut pentru Castelul Schleißheim.